# Lofofora
A Lofofora egy francia hardcore/nu metal együttes Párizsból. 1989-ben alakította Reuno Wangermez és Phil Courtis egy Iggy Pop koncert után.
Nevük egy közép-amerikai gömbkaktuszra a Pejotl-ra utal.

## Tagok
- Reuno Wangermez ének
- Phil Courtis basszus
- Daniel Descieux gitár
- Pierre Belleville dob

## Lemezeik
- L'Oeuf (1993)
- Lofofora (1994) (5 szám)
- Lofofora (1995)
- Holiday in France (1995)
- Peuh! (1996)
- Dur Comme Fer (1999)
- K (1999) két számot tartalmazó kislemez, a másik szám a Kabal
- Double (2001) koncertfelvétel + nagylemez
- Le Fond Et La Forme (2003)
- Lames de Fond (2004) koncertfelvétel + DVD
- Les Choses Qui Nous Dérangent (2005)
- Mémoires de Singes (oct 2007)
- Monstre ordinaire (2011)
- L'épreuve du contraire (2014)